# The Best of The Youngbloods
| Recensione | Giudizio |
| ---------- | -------- |
| AllMusic   | [ 1 ]    |

The Best of The Youngbloods è una raccolta del gruppo musicale di folk-rock statunitense dei The Youngbloods, pubblicato dalla casa discografica RCA Victor Records nell'agosto del 1970.
L'album si classificò al numero 144 della chart The Billboard 200.

## Tracce
Lato A
1. Get Together – 4:39 (Chester William Powers Jr.) – Tratto dall'album: The Youngbloods (1967)
2. Darkness, Darkness – 3:48 (Jesse Colin Young) – Tratto dall'album: Elephant Mountain (1969)
3. Sunlight – 3:07 (Jesse Colin Young) – Tratto dall'album: Elephant Mountain (1969)
4. Grizzly Bear – 2:20 (Jerry Corbitt) – Tratto dall'album: The Youngbloods (1967)
5. Euphoria – 2:15 (George Remailly) – Tratto dall'album: Earth Music (1967)

Durata totale: 16:09
Lato B
1. The Wine Song – 2:42 (Jesse Colin Young) – Tratto dall'album: Earth Music (1967)
2. C. C. Rider – 2:37 (Mississippi John Hurt) – Tratto dall'album: The Youngbloods (1967)
3. Sugar Babe – 2:08 (Jackie Lomax, Jesse Colin Young) – Tratto dall'album: Earth Music (1967)
4. Sham – 2:42 (Jesse Colin Young) – Tratto dall'album: Elephant Mountain (1969)
5. Quicksand – 2:40 (Jesse Colin Young) – Tratto dall'album: Elephant Mountain (1969)

Durata totale: 12:49

## Musicisti
Get Together / Grizzly Bear / C. C. Rider
- Jesse Colin Young - basso, voce solista, chitarra ritmica
- Lowell Banana Levinger - chitarra solista, pianoforte elettrico, chitarra pedal steel
- Jerry Corbitt - chitarra ritmica, armonica, accompagnamento vocale, cori
- Joe Bauer - batteria, percussioni
- Felix Pappalardi - produttore
- Bob Cullen - supervisore alla registrazione

Darkness, Darkness / Sunlight / Sham / Quicksand
- Jesse Colin Young - voce solista, basso, chitarra acustica
- Banana (Lowell Levinger) - chitarra, tastiere (pianoforte elettrico), clavicembalo, accompagnamento vocale
- Joe Bauer - batteria
- David Lindley - fiddle
- Joe Clayton - tromba
- Plas Johnson - sassofono tenore
- Victor Feldman - vibrafono
- Charles E. Daniels (Charlie Daniels) - produttore (brani: Darkness, Darkness e Sunlight)
- The Youngbloods e Bob Cullen - produttori (brani: Sham e Quicksand)

Euphoria / The Wine Song / Sugar Babe
- Jesse Colin Young - voce solista, basso
- Banana (Lowell Levinger) - pianoforte, chitarra
- Banana (Lowell Levinger) - voce solista (solo nel brano: The Wine Song)
- Banana (Lowell Levinger) - cymbal (brano: Euphoria)
- Banana (Lowell Levinger) - chitarra pedal steel (brano: Sugar Babe)
- Jerry Corbitt - chitarra, armonica
- Jerry Corbitt - voce
- Joe Bauer - batteria
- Felix Pappalardi - produttore (brani: Euphoria e The Wine Song)
- The Youngbloods - produttore (brani: Euphoria e Sugar Babe)
- Bob Cullen - supervisore alla produzione
- Julian Ross e Mike Lipskin - produttori raccolta LP[4]